# Валесакарда
Валесака̀рда (на италиански: Vallesaccarda) е село и община в Южна Италия, провинция Авелино, регион Кампания. Разположено е на 650 m надморска височина. Населението на общината е 1357 души (към 2010 г.).